# Borgomaro
Borgomaro (ligur nyelven Borgomâ]) egy olasz község Liguria régióban, Imperia megyében.

## Látnivalók

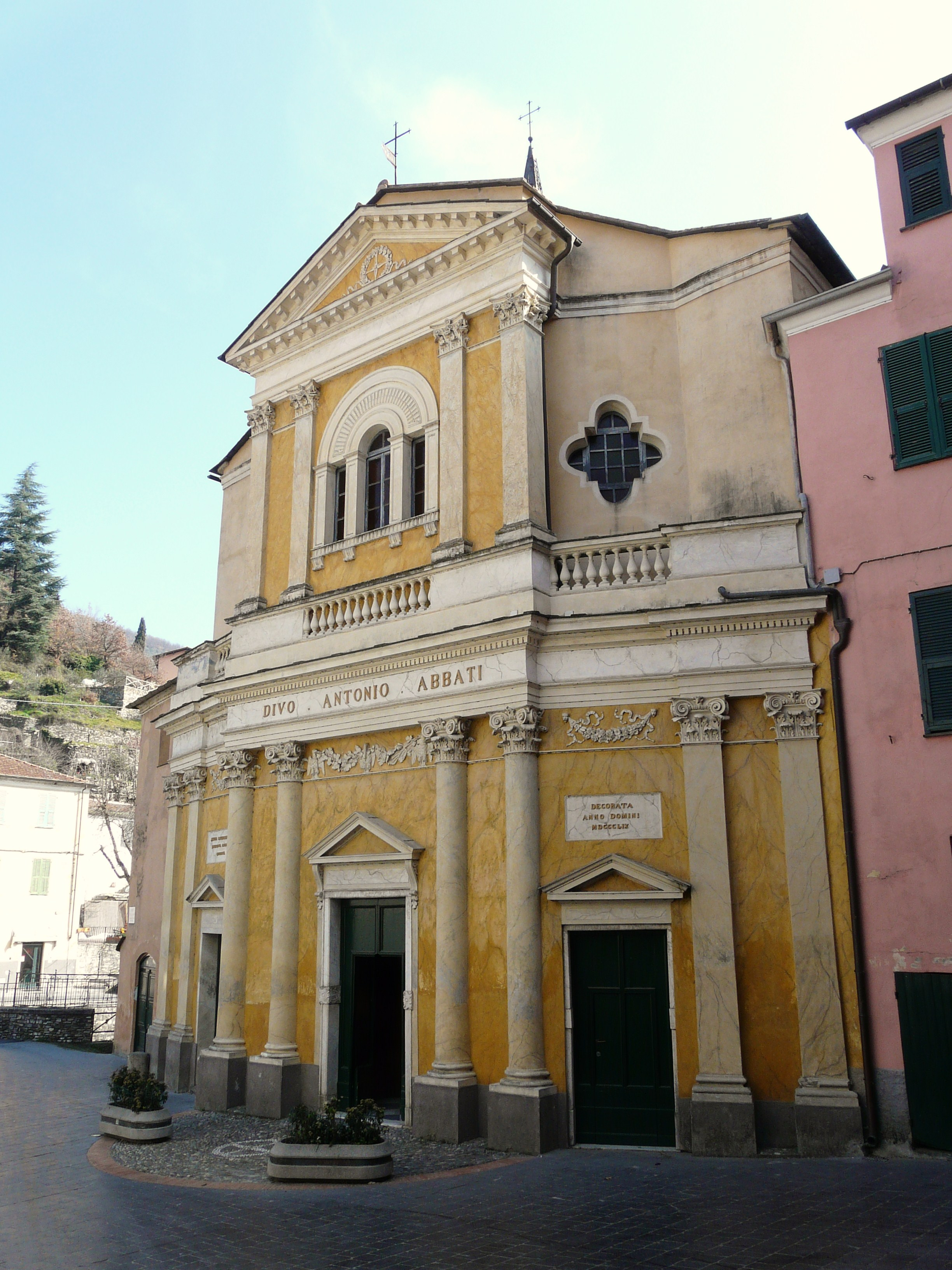
Sant'Antonio templom

### Egyházi épületek
- Sant'Antonio abate plébániatemplom: 18. században újjáépített, őriz egy 16. századi triptichont
- San Maurizio templom: román stílusban épült
- Ville San Pietro templom
- Ville San Sebastiano templom a 17. századból
- San Lazzaro Reale templom: 17. századi, belsejében Pietro Guido da Ranzo egy triptichonja
- 18. századi ferences rendház

### Katonai épületek
- Conio vára: Ventimiglia grófjai építették stratégiai fontosságú helyre. A várból az egész Maro-völgy belátható.

## Gazdasága
Mezőgazdasági jellegű település, elsősoran az olivatermesztése jelentős.

## Közlekedés
A település az SP 24 mentén helyezkedikel. Autópályáról közvetlenül nem elérhető, de az A10 autópálya Imperia Est lehajtójáról közelíthető meg. A legközelei vasútállomások  Imperia - Porto Maurizio és Oneglia a Ventimiglia – Genova vasútvonalon.

## Fordítás
- Ez a szócikk részben vagy egészben  a   Borgomaro című olasz Wikipédia-szócikk fordításán alapul.  Az eredeti cikk szerkesztőit annak laptörténete sorolja fel. Ez a jelzés csupán a megfogalmazás eredetét és a szerzői jogokat jelzi, nem szolgál a cikkben szereplő információk forrásmegjelöléseként.